# 桑木拉大坂
桑木拉大坂（又译：塞莫拉山口）位于中国西藏阿里地区措勤县，是一地處于西藏中部的山口，也是進入藏北高原的通道之一。

## 海拔
2005年西班牙制图考察队来此地做地理测量，认证海拔为5565.1米，证明为世界最高的铺砌的道路。此海拔超过当时吉尼斯世界记录所记载的卡敦拉山口。
虽然路标显示5566米，根据西藏交通运输厅桑木拉大坂最高点是海拔5565米。